# Geneviève d'Ossun
Geneviève d'Ossun, nacida de Gramont (28 de julio de 1751-26 de julio de 1794), fue una cortesana francesa. Sirvió como dame d'atour de la reina María Antonieta desde 1781 hasta 1791 y como primera dama de honor desde 1791 hasta 1792.

## Orígenes y matrimonio
Geneviève fue hija del conde Antoine-Adrien-Charles de Gramont, sobrino de Étienne François de Choiseul, y, a través de su hermano Antoine de Gramont, cuñada de Aglaé de Polignac. Contrajo matrimonio el 10 de febrero de 1766 con el conde Charles d'Ossun, tras lo cual fue introducida en la corte.

## Vida en la corte
En noviembre de 1781, Geneviève fue asignada como dame d'atour de María Antonieta en sustitución de Marie-Jeanne de Talleyrand-Périgord, duquesa de Mailly, quien tuvo que abandonar su puesto por motivos de salud. Una de sus funciones consistía en supervisar el guardarropa de la reina. Según informes, Geneviève trató de controlar los elevados gastos del vestuario de María Antonieta, oponiéndose, por un lado, al hábito de los vendedores de sobrecargar a la reina, y por otro, sugiriendo a la propia María Antonieta poner fin a sus gastos. Pese a que sus sugerencias no fueron bien recibidas, Geneviève logró ganarse la confianza de la reina.
Según Pierre de Nolhac, Geneviève necesitó tiempo para ganarse la confianza de María Antonieta debido a su falta de atractivo e ingenio en comparación con Yolande de Polastron, favorita de la reina, si bien gozaba de un carácter sólido y carecía de ambiciones, logrando convencer a la reina de reducir sus gastos diarios. 
En 1785, el conde de la Mark afirmó en una carta dirigida al marqués de Mirabeau que María Antonieta solía celebrar cenas íntimas en presencia, únicamente, de cuatro o cinco personas en el apartamento de Geneviève, donde al parecer se encontraba más cómoda que en compañía de Yolande de Polastron.

## Revolución francesa
Tras la marcha sobre Versalles, Geneviève, quien se trasladó a su hôtel particullier situado en la rue de Grenelle, el Hôtel de Caumont en París, continuó al servicio de la familia real en el Palacio de las Tullerías. Cuando Laure-Auguste de Fitz-James, princesa de Chimay, emigró a principios de 1791, Geneviève la sucedió como primera dama de honor, convirtiéndose en la segunda persona a cargo de las damas de la reina. Advertida de la fuga de Varennes por la propia María Antonieta, Geneviève abandonó París y se trasladó al campo. Tras haber sido interrogada por su supuesta implicación en la huida de la familia real, Geneviève fue absuelta, regresando a su servicio en la corte.
Perdió su puesto como consecuencia de la abolición de la monarquía en 1792, motivo por el cual regresó a la vida privada. Durante El Terror, Geneviève fue arrestada y encarcelada en Oiseaux, siendo acusada de conspiración al haber ocultado los crímenes por los cuales María Antonieta había sido declarada culpable. Convocada ante el tribunal el 25 de junio de 1794, fue declarada culpable y condenada a morir ejecutada en la guillotina al día siguiente, de acuerdo con la Ley de Pradial. Según el testimonio de un compañero de prisión el cual no llegó a ser ejecutado, Geneviève mostró valor durante todo el proceso.